# Harishchandra Sakharam Bhatavdekar
Harishchandra Sakharam Bhatavdekar (Marathi: हरिश्चंद्र सखाराम भाटवडेकर, Hariścandra Sakhārām Bhāṭavaḍekar; * 15. März 1868 in Bombay; † 20. Februar 1958 ebenda), genannt „Save Dada“, war ein indischer Filmpionier, der Ende 1901 den ersten indischen Aktualitätenfilm drehte.

## Leben
Bhatavdekar war Fotograf und Geschäftsmann in Bombay und handelte landesweit mit Kameras und Filmausrüstung. Er war 1896 Zeuge der ersten Filmvorführungen in Indien und importierte als wahrscheinlich erster Inder eine Filmkamera aus Europa. 1899 drehte er einen kurzen Dokumentarstreifen eines Ringkampfes in den Hängenden Gärten von Bombay. Da es in Indien noch kein Labor zur Filmentwicklung gab, schickte er die Aufnahmen zur Bearbeitung nach England.
Am 7. Dezember 1901 drehte Bhatavdekar die Rückkehr von Raghunath Purushottam Paranjpye aus England, nachdem dieser als erster Inder „Senior Wrangler“ an der University of Cambridge geworden war. Diese Aufnahmen gelten als erster indischer Aktualitätenfilm eines Ereignisses von Nachrichtenwert. Zusammen mit importierten Kurzfilmen zeigte er seine Aufnahmen in Zeltkinos in Bombay. 1903, bei den Feierlichkeiten zur Krönung Edward VII. („Delhi Durbar“) unter Anwesenheit von Lord Curzon und seiner Frau als Vertreter der Krone waren außer Bhatavdekar auch andere zu Aufnahmen angereist, darunter der bengalische Filmpionier Hiralal Sen.
Bhatavdekar zog sich danach aus dem Produktionsgeschäft zurück und verkaufte seine Filmausrüstung 1907 an Shri Nath Patankar. Er war fortan Manager von Filmtheatern. Von seinen Filmen ist keine Aufnahme erhalten geblieben.

## Filmografie
- 1899: The Wrestlers
- 1899: Man and Monkey
- 1901: Landing of Sir M.M. Bhownuggree
- 1901: Atash Behram
- 1902: Sir Wrangler Mr R.P. Paranjpye
- 1903: Delhi Durbar of Lord Curzon